# 俞公帛
俞公帛（？—10世纪），杭州人，五代十国时期吴越国官员，官至户部尚书、董营田使者，颇有政绩。行经婺州，爱义乌土风，于是安家，后代有闻人。